# Amen
「Amen」（アーメン）は、日本のミュージシャンである長渕剛の54枚目のシングル。作詞・作曲は長渕剛が行っている。

## 音楽性
音楽ニュースサイト『音楽ナタリー』では、「“生きる意味を見失わないこと”をテーマにしたナンバー」と表記している。

## リリース
本作は2018年6月20日に配信限定でリリースされた。

## プロモーション
6月21日には日本テレビ系情報番組『スッキリ』（2006年 - ）に2度目の出演を果たし、本作のPVを公開した他インタビューに応じた。

## チャート成績
Billboard Japan Download Songsにおいて、7月2日付けで20位となった。

## ミュージック・ビデオ
本作のPVは6月21日にYouTubeにて公開された。このPVは長崎県の無人島である野崎島の旧野首教会の他、佐世保市のハウステンボスにて撮影が行われた。